# Cadroe di Metz
Cadroe o Cathróe di Metz (900  c. – 971 o 976 ) è stato un abate scozzese.
La sua vita è registrata in un'agiografia scritta subito dopo la sua morte da un monaco del monastero di San Felice di Metz, dove Cathróe era abate. Alcune miracolose guarigioni vennero attribuite a Cathróe durante la sua vita, e venne già considerato santo subito dopo la sua morte.

## Biografia
Per le informazioni contenute su eventi in Lotaringia e Germania, e sugli atteggiamenti del tempo, la vita di Cathróe è di particolare interesse per gli storici per la luce che getta sulla Scozia meridionale del X secolo.
Indagando a fondo su Cathróe, il suo nome ha dimostrato di essere un ostacolo alla comprensione. Nella sua Vita, è comunemente indicato come Cathroe, ma esistono altre forme come Cadroe e Kaddroe, che si avvicinano a quelli usati dopo a Metz (Cadroe, Kadroe). I suoi biografi spiegano che il significato sarebbe "soldato nelle terre del Signore" (bellator in castris Dominis). Alcuni studiosi hanno ipotizzato che ciò che il monaco udì e trascrisse erano dei linguaggi brittonici, e più esattamente cumbrici antichi, il primo elemento del quale era il cumbrico Cat "battaglia". Comunque, seguendo l'esempio di John Colgan, David Dumville favorisce una etimologia goidelica. Egli fa notare che il nome Cathróe è attestato nel Vecchio e nel Medio irlandese e può essere spiegato come un significato complesso "campo di battaglia" (Cath, affine con il gallese gatto, + róe).
Cathróe nacque intorno al 900. Suo padre era Fochereach, un nobile e sua madre Bania, anch'essa appartenente alla nobiltà. Dopo la nascita di un fratello di nome Mattadán, Cathróe venne messo sotto la tutela di suo zio was Beanus (San Bean; vi sono diversi santi gaelici con questo nome).

### Pellegrinaggio
Bean mandò suo nipote a studiare in Irlanda ad Armagh, dove sembra abbia imparato sia il latino che il greco. Tornò in Scozia ad insegnare nel monastero di suo zio. Alcune visioni convinsero Cathróe a lasciare la Scozia per divenire un pellegrino. L'agiografo ci dice che «...il re che governava la terra, Costantino, si affrettò a trattenerlo». Cathróe entrò nella "casa della beata Brigida", si presume che fosse il monastero dedicato a Santa Brigida d'Irlanda a Abernethy. "Un certo abate, chiamato Maelodair [Máel Odran]" persuase il re Costantino di consentire a Cathróe di andarsene, e di aiutarlo nel suo viaggio. «Allora tutti lo aiutarono con  oro e argento, con vesti e cavalli e lasciarono [Cathróe] con la benedizione di Dio, che, condotto dallo stesso re, giunse in terra di Cumbria». Lo scrittore ci dice che il re Dovenaldus governava i Cumbri e che era parente di Cathróe. Il re scortò Catroe a Loidam Civitatem (da individuare come Leeds o Carlisle), «...che è il confine tra la Cumbria e gli Uomini del Nord».
A York, Cathróe fu il benvenuto, dice lo scrittore, di re Eric, la cui moglie era parente di Cathróe. Questo è problematico in quanto Eric Bloodaxe non si pensa abbia governato York al momento del viaggio, e la moglie di Eric, Gunnhild, si dice fosse norvegese.

### Ultimi tempi
Cathróe fu abate di Waulsort per diversi anni, prima che Adelbero vescovo di Metz, gli desse l'amministrazione dell'abbazia di san Felix a Metz.

## Culto
Un Ousmann (o Reimann o Erimann) scrisse la sua agiografia. 
La sua memoria liturgica cade il 6 marzo.